# Gurney (Wisconsin)
Gurney es un pueblo ubicado en el condado de Iron en el estado estadounidense de Wisconsin. En el Censo de 2010 tenía una población de 159 habitantes y una densidad poblacional de 1,66 personas por km².

## Geografía
Gurney se encuentra ubicado en las coordenadas 46°28′20″N 90°30′15″O / 46.47222, -90.50417. Según la Oficina del Censo de los Estados Unidos, Gurney tiene una superficie total de 95.84 km², de la cual 95.84 km² corresponden a tierra firme y (0%) 0 km² es agua.

## Demografía
Según el censo de 2010, había 159 personas residiendo en Gurney. La densidad de población era de 1,66 hab./km². De los 159 habitantes, Gurney estaba compuesto por el 96.23% blancos, el 0% eran afroamericanos, el 0% eran amerindios, el 0.63% eran asiáticos, el 0% eran isleños del Pacífico, el 0% eran de otras razas y el 3.14% pertenecían a dos o más razas. Del total de la población el 2.52% eran hispanos o latinos de cualquier raza.